# عقل جادالله
عقل جادالله (انگلیسی: Akel Gadallah؛ زادهٔ ۱۵ نوامبر ۱۹۷۲) بازیکن فوتبال است.
وی همچنین در تیم ملی فوتبال مصر بازی کرده‌است.